# مقاطعة قوسار
مقاطعة قوسار (بالأذرية: Qusar rayonu، بالأردية: قوسار ضلع، بالإنجليزية: Qusar District، بالروسية: Гусарский район، بالفرنسية: Qusar (raion)، بالفارسية: شهرستان قوسار): هي واحدة من 66 مقاطعة في أذربيجان. تقع في شمال شرق البلاد، في منطقة غوبا خاتشماز الاقتصادية. تحد المنطقة مقاطعات قوبا، وغابالا، وخاتشماز، وجمهورية داغستان الروسية. عاصمتها وأكبر مدنها هي قوسار. اعتبارًا من 2020، بلغ عدد سكان المقاطعة 99000 نسمة.